# Rockin' Dopsie
Alton Rubin, conocido como Rockin' Dopsie, fue un acordeonista y cantante de Zydeco, originario de Luisiana, Estados Unidos, nacido en 1932 y fallecido en 1993.

## Historial
Durante mucho tiempo, fue el principal competidor de Clifton Chenier, que era compadre suyo. Obtuvo un importante éxito de ventas con discos como Saturday night zydeco (Maison de Soul), Rockin' Dopsie & the Twisters (Rounder) o Zy-de-co (Gazel Records).

## Estilo
Rubin fue un interesante músico, buen acordeonista aunque menos capacitado como cantante que su compadre Chenier. Enardecía al público con un estilo muy enérgico y repleto de feeling.